# 鑑賞期
鑑賞期為商業上的一種行銷手法，是業者為了給予消費者保障的一種手段。鑑賞期係指顧客在正式購買產品之後，如果對商品不滿意，可以在期限內退貨而業者須把一定的金額歸還。在台灣，有立法院立了法律要求特定產品一定要有鑑賞期。但是智慧財產方面的鑑賞期因為技術問題而有所爭議。一般鑑賞期大多在七天到一個月不等。